# Col d'Èze
Il Col d'Èze è un valico situato nel comune di Èze-sur-Mer, di 507 m s.l.m.

## Descrizione
Il colle è percorso dalla strada dipartimentale D2564, chiamata La Grande Corniche, e collega le valli del Paillon a ovest e del Careï a est.
Dal colle si gode un ampio panorama sulla Costa Azzurra.

## Ciclismo
Il colle è stato salito da varie corse ciclistiche ed, in particolare, dalla Parigi-Nizza.